# 甯瑛
甯瑛（1409年—？），字廷玉，山西平陽府稷山縣人，民籍。明朝政治人物。進士出身。

## 生平
山西鄉試第十七名。正統七年（1442年）壬戌科會試第五十五名，殿試登進士第二甲第七名。

## 家族
曾祖甯伯善。祖父甯孝賢，曾任前利津縣主簿。父亲甯良。